# Brownea leucantha
Brownea Leucantha llamado comúnmente roso blanco, es una especie de árbol perteneciente a la familia de las fabáceas. Es originaria de Perú y Venezuela, se encuentra generalmente en forma silvestre y es apreciado como planta ornamental por sus flores blancas semejantes a rosas a lo cual hace referencia su nombre común.

## Descripción
Es un árbol cuya altura puede oscilar entre 5 a 20 m. Tronco delgado y diversamente ramificado desde cerca de la base, con corteza áspera, escamosa y verdosa. Las hojas son compuestas, con 6 a 8 pares de hojuelas o folíolos aovados a oblongos, de 6 a 24 cm de largo por 3,5 a 7 cm de ancho, agudos o ligeramente acuminados en el ápice, asimétricos en la base, con la mitad aguda y la otra mitad redondeada; peciolulos de más o menos 1 cm de largo. Cuando las hojas son tiernas cuelgan de las ramitas y presentan una coloración blanco-verdosa; con el tiempo se tornan verdes y erectas.  
Las flores son blancas, vistosas, en forma de grandes cabezuelas; nacen directamente del tronco o ramas gruesas, sin pedúnculo, de 12 a 18 cm de diámetro. (Suelen estar presentes en los meses de febrero a abril). Brácteas numerosas, aovadas, pardo-pubescentes, hasta 8,5 cm de largo; se abren en verticilos consecutivos desde la periferia de la cabezuela hacia el centro. Cáliz con 4 sépalos redondeados en el ápice. Corola con 5 pétalos angosto-oblongo-espatuliformes, de 5 a 6 cm de largo, algo pilosos en la cara inferior. Pistilo de unos 6 cm de largo. Ovario estipitado, densamente parduzco-piloso. 
Las flores suelen estar muy visitadas por insectos: hormigas, abejas, etc. y por pájaros. Los frutos son legumbres, de 20 a 25 cm de largo por 3 a 5 cm de ancho, de aspecto coriáceo. Presentan 2 valvas, con suturas gruesas o ensanchadas; pedúnculo de 4 a 5 cm de largo. Semillas ovaladas y comprimidas. El roso blanco se propaga fácilmente por semilla, presenta crecimiento lento y es árbol de larga longevidad.

## Distribución y hábitat

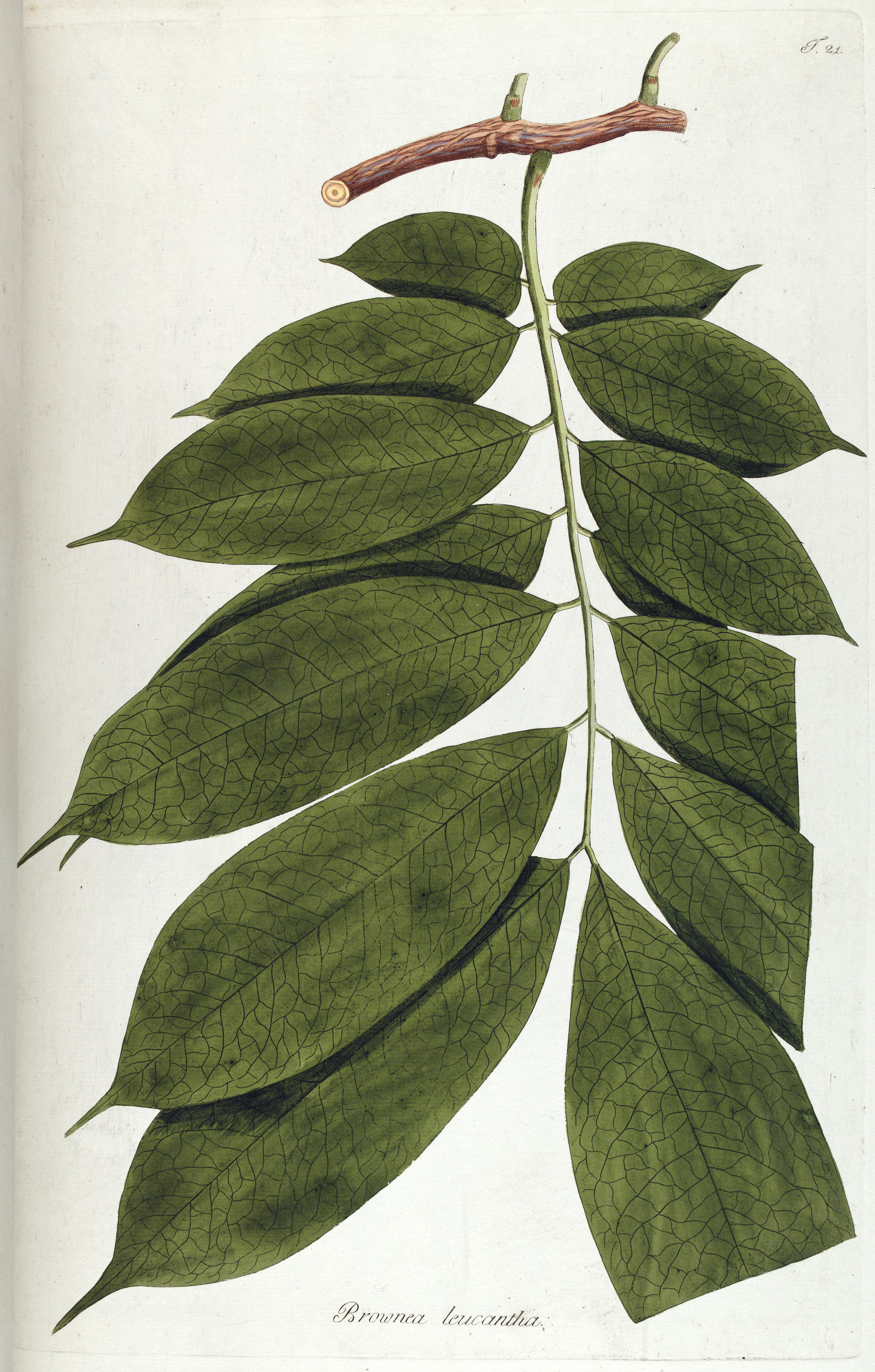
Ilustración botánica

Es nativa de Perú y Venezuela, en Venezuela se ubica en la zona norte del país principalmente en el estado Miranda, en forma silvestre crece en los bosques húmedos y cálidos, y en cultivo necesita lugares relativamente sombreados y húmedos.

## Taxonomía
Brownea leucantha fue descrita por Nikolaus Joseph von Jacquin  y publicado en Fragmenta Botanica 26, pl. 20–21. 1809.

### Etimología
Brownea: nombre genérico que honra el médico y botánico irlandés Patrick Browne.
leucantha: epíteto latíno que significa "con las flores blancas"
Sinonimia
- Hermesias leucantha (Jacq.) Kuntze	[6]

## Relación con el ser humano
La madera es dura y compacta. Su peso específico oscila entre 0, 75 a 0,85. Se le utiliza poco debido a su relativa escasez. No hay amplia evidencia médica sobre sus usos medicinales, sin embargo tradicionalmente se usan sus hojas para tratar hemorragias. En Venezuela es el árbol emblemático del estado Miranda.

### Nombre común
En Venezuela se le conoce como roso blanco por la similitud de sus inflorescencia con las rosas, también se le conoce como rosa blanca de monte, rosa de montaña, rosa blanca, palo de cruz o rosa cruz.